# Metophthalmus genae
Metophthalmus genae es una especie de coleóptero de la familia Latridiidae.

## Distribución geográfica
Habita en Chile.